# Сарајевско поље
Сарајевско поље се налази у унутаргорској депресији, окруженој планинама Бјелашницом и Игманом на југозападу, Требевићем на југоистоку и средњим планинама и међудолинским ртовима на сјеверу и сјеверозападу. Просјечна надморска висина Сарајевског поља је око 500 m. Најмања надморска висина је на простору Рељева, док се према југоистоку надморска висина повећава. Најзападнија тачка поља је на 18 16' источне географске дужине, што одговара положају насеља Блажуј. Крајња источна је на 18 27' источне географске дужине (Бентбаша), а најсјевернија тачка је у насељу Рељево на 43 53' сјеверне географске ширине. Најјужнија тачка се налази јужно од Војковића на 43 47' сјеверне географске ширине.
Према геолошким и геоморфолошким карактеристикама, овај простор карактеришу двије цјелине и то планински обод и заравњена депресија са Сарајевским пољем.
Активна жупа Врхбосна, која је обухватала данашње Сарајевско поље са његовим природним продужетком све до Високог, плодна равница, натопљена ријекама и потоцима, са богатим шумама, пуна свјежине и сочности, култивисана од прастарих праисторијских времена, била је мјесто на ком се развила прва босанска држава после распада државе краља Бодина.
Доласком Турака око одморишта, тур. сараја, развија се град Сарајево, а поље око њега добија назив Сарајевско поље.
Сарајевско Поље почиње на мјесту гдје ријека Жељезница излази из брда у равницу, гдје му је надморска висина 520 m., а завршава се на мјесту гдје га оставља ријека Босна, гдје је високо 489 m. Сарајевско Поље у главном је облика дугуљастог, мало је заокружено и у горњем крају шире. Спада у ред отворених поља и врло је развијено. Са свих страна отворено је долинама ријека које долазе из удаљених планинских крајева и у њему се сливају у ријеку Босну. Ове су долине као комуникација од давнина спајале поље с оближњим крајевима.
Са свих страна Поље оивичавају брда, нека врло стрма, без насеља, и друга благих страна, на којима су многа села. Ова су брда углавном огранци оближњих планина Бјелашнице и Јахорине.
Од мјеста гдје ријека Жељезница слази у Поље па до долине ријеке Зујевине, дакле са јужне и нешто и западне стране, граничи са Пољем планин Игман, огранак Бјелашнице која се одмах за леђима Игмана уздиже до висине од 2067 m. Гребен Игмана пружа се од долине ријеке Жељезнице до врела ријеке Босне у правцу од југоистока ка сјеверозападу, а од врела Босне иде право на сјевер до долине ријеке Зујевине, одакле опет иде на сјеверозапад, граничећи са овом долином. Највиши врх Игмана је висок 1505 m. Над пољем се уздиже врло нагло, те је врло стрм, због чега на њему углавном нема насеља, што је једини случај код брда које оивичавају поље. Сав је обрастао шумом, при дну бјелогорицом, још маленом. А што се више пење уз планину све више преоблађује црногорица, тако да се на врху и дубље у планини међу оморикама и јелама ријетко нађе по који стари јавор или буква. Шума је велика и стара, а риједак је го крш.
Од долине ријеке Зујевине до мјеста гдје ријека Босна оставља Сарајевско Поље ово оивичавају брежуљци, огранци косе која чини развође ријеке Лепенице, притоке Босне, и ријеке Зујевине, и Босне, односно Сарајевског Поља. Ови брежуљци нису тако стрми као планина Игман, него су врло благих страна, а одликују се својом множином. Има их много, већином су малена, плећата и за се издвојена. Нигдје нема оштрих, шиљатих врхова, ни јако стрмих страна, а нема ни узаних и дубоких долина, него су све широке, и низ сваку тече обично по који мали поток. Нигдје овуда нема гола крша, него је све покривено хумусом и узираћено или је покривено ситном бјелогорицом. Од већих брда и висова да овдје поменемо: Баталово Брдо (934 m.) које се пружа од ријеке Зујевине према Кобиљој Глави, које је уједно граница овога краја према Хаџићима; затим Кобиља Глава (625), преко које прелази пут Сарајево — Кисељак, одакле се одмах спушта и до Лепенице. Други висови су: Велике Њиве (933), Трешњица (836) више Веле, и више Црнотине: Матијашево Брдо (875), Тјепавац (669) и Пинјино Брдо (733). Ово су све већи погранични брежуљци овога краја. Од осталих да споменемо: Осој (787), Виноград (591), Црквине (586), Дебела Коса (570) и Виње (570). Ови брежуљци су заузели сав простор од поља до самог гребена, згодан за обрађивање, те је на њему настало много села, нпр: цијела Раковица, Осјек и Црнотина.
Брда између долине Босне и долине Миљацке, уколико спадају у овај крај, истих су особина као и брда између долине Зујевине и Босне. Врло су таласаста, са више омањих и већих брежуљака. Сва су узираћена или обрасла бјелогорицом. Крша нема нигдје. Нису сувише висока, али имају и прилично стрмих страна, а чине сама за себе као неку цјелину, јер их за остала брда, огранке Озрен-планине, која се за њиховим леђима одмах дижу до приличне висине веже једино једно омање седло звано Кобиља Глава. Иначе су од њих сасвим растављена долином потока Сушице и долином Вогошће. Од висова да поменемо: Градац (682), Жуч (849), Огрлић (878), Хум (820) и Арнаутку (720).
Брда која се граниче са Сарајевским Пољем од долине Миљацке до долине Жељезнице су огранци Јахорине. Ту је прво високи и стрми Требевић (1629 m), који се својим гребеном пружа од југоистока ка сјеверозападу и спушта према Пољу, у коме се сасвим дубоко губе два последња његова огранка, растављена долином потока Добриње, који извире под самим подножјем Требевића. Први се огранак, наставак самог гребена Требевића, пружа низ лијеву обалу Миљацке, прво под именом Дебело Брдо, па Враца и, напосљетку, Мојмило до насеља Неџарићи, гдје се сасвим завршава. Највиши врх на овом огранку је Богошевица (670). Други мањи огранак се одваја од подножја Требевића и пружа лијевом обалом Добриње под именом Павловац, па Врањеш, до насеља Добриња, гдје се завршава. Још се у Поље увалио и један огранак саме Јахорине, звани Младичка Брда, чији је највиши врх, Кобиље Брдо (867), одмах више Кобиљ-Дола, ондје гдје се одваја од Јахорине. Завршава се дубоко у Пољу више села Которца стрменитим и кршевитим висом Илињачом (755). Она дијели Младичка Брда од огранака Требевића до Касидолског Потока, и од Игмана до ријеке Жељезнице. Сва ова брда су шумовита, али има и крша, више него и на Игману. Тако преовлађује крш у Младичким Брдима с оне стране над долином Жељезнице. Кршевит је и вис Илињача, а тако и подножје Требевића више села Миљевића и Топлика. Према врху Требевића крш сасавим и превлађује, тако да му је читава јужна страна од врха па до више села готово сама голет. У колико има шуме бјелогорица је и малена. Но зато има сасавим у близини велике и старе шуме, црногорице и бјелогорице.
Сарајевско Поље је испрекрштано ријекама и потоцима који му њиве и ливаде мјестимице натапају и гноје, а мјестимице сносе и поткопавају. Највећа је ријека Босна која извире на југозападној страни Сарајевског Поља под Игман-планином, тече сјеверу испод Врела-Босне, између њива врелобосанских, лужањских, осјечких, доглодских до Црнотине. Ту скреце на сјевероисток испод Црнотине и дијели ову од Црнотинског и Забрђанског Поља до Двора, гдје се губи у Прибоју између Граца и Кривоглаваца. Притоке Босне с десне стране су: поток Борим који извире ниже Врутака и улива се крај друма ниже села у Босну. Друга је притока Вечерица која извире у Ласици и тече кроз: Храсницу, Коваче, Главогодину и Врутачка Поља, у дну којих улива се у Босну. У Вечерицу улива се Мала Вечерица која извире у Главогодини, тече кроз село Бачево и у Врутачком Пољу утич у Велику Вечерицу. Притока Босне још је Букулаш који извире у Бачеву и улива се у Босну.
Још с десне стране утичу у Босну поток Лепеница који потиче испод Жучи, тече кроз Забђје и улива се према Рељеву у дну Забрђског Поља, и ријека Вогошћа која потиче од Скакавца и дијели Вогошћу и Угоско, улива се на Прибоју Босне. Вогошћи су притоке у опсегу ове области потоци Удљиковац, Хотоњ и Обровац.
Лијеве су притоке Босни: Шћавац који извире у њивама ниже Врела Босне, затим ријека Зујевина која тече источно од Блажуја па се више Слатине дијели на два крака, од којих један тече кроз Слатину изнад Пашиних Тукова и улива се више Карамусића, а други тече поврх Слатине крај Пашинице куле кроз село Осјек и улива се ниже овог у Босну. Зујевини су притоке: поток Раковица (ријека) који тече испод Рогачића и улива се у Блажујском Пољу; поток Вреоца који извире под Вучинама и улива се одмах ниже главног друма; Поток Касидолски који тече кроз Касидоле и улива се у пољу ниже села. Друге су притоке Босни: Поток Тришевињски који тече кроз Бутињско Поље из Страна Виноградских и улива се у дну поља у Босну. Поток Мртвица који тече између Михаиловица и Бојника и улива се у дну Бутињског поља. Поток бјелуговићки Камењача који теце из Ахатовића испод Бјелуговића и улива се ниже ових у Босну. Поток Рељевски који потиче из страна рељевских, тече кроз Рељево и улива се ниже села у Босну. Поток Речићки који долази из села Речице.
Ријека Жељезница извире под Јахорином, долази испод Крупца, тече кроз Војковиће и Поље Грличко, Ласичко, Которачко, Бутмирско крај Илиџе и отеских и лужанских њива и улива се у Босну код села Карамусића. Притока је Жељезници у Пољу с лијеве стране поток Слапњача или, како је неки зову, Касидолска Вода или Касиндолски Поток, комр је извор у Касиндолу. Долази из кобиљских долина, протиче кроз Кобиљдолско и Младичко Поље, Которац, ниже кога се раздваја на два крака, од којих један тече кроз Бутмир, а други јужно од Бутмира, па се састају иза насеља и утичу у Жељезницу више Илиџе.
Ријека Добриња извире у Топлику и тече кроз Топлик, Лукавицу, Добрињу Неџариће, Горњи Ступ, Доњи Ступ и Отес и улива се у Босну ниже Доглода. Ова се рјечица у насељу Лукавица зове Лукавица или Лукавички Поток, а од Добриње до ушћа у Босну зове се Добриња. С десне је стране притока Добрињи миљевички поток Лукавац који извире у врх Миљевића, протиче кроз Миљевиће и један дио Лукавице и улива се у Добрињу висе самог насеља Добриња.
Миљацка улази у град Сарајево са истока између између брда Јековца и Алифаковца и иде кроз град западно у Сарајевско Поље. Притоке Миљацке су са сјевера: : Пируша која тече испод Бакија и Винограда кроз Пирушу, Поток и Башчаршију и улива се у Миљацку. Друга је притока Протоклиница која извире под Грданом и тече између Чурчића и Бањског Бријега. Затим Кошевски Поток, који тече кроз Кошево и Хисета. Јужне су притоке Миљацке: Мегара која тече испод Хрида, Бистрик који тече из Требевића низ насеље Бистрик и улива се ниже Принциповог Моста и Мутни Поток који извире под Требевићем, тече кроз насеље Мутни Поток и улива се у Миљацку.
Миљацка тече кроз Сарајево и кроз Долац-малту, затим између Алипашина Поља и поља бачевских и бријешћанских, изнад Доглода, гдје улива се у Босну. Миљацки су притоке с лијеве стране: поток Ковачићи који улива се више Грбавице и Поток испод Бријеста који тече између Храсног и Швракина Села. С десне су јој стране притоке: поток Бућа који потиче од извора у странама Хума и Орлића и тече долином између њих кроз Долац-малту и улива се у Миљацку. Затим поток Сушица који дијели Сарајево од Пофалића и улива се више Грбавице; Бољаков Поток који извире у Бољацима и улива се ниже овог код Алипашина Моста; Рајловачки Поток, чији је извор у страни села Рајловца, а тече низ Бачићко Поље и улива се ниже села Бачића.
Ријека Босна на извору буде јака у прољеће кад се сњегови топе на планини Игману, гдје вода понире и долази на изворе испод Игмана. У даљем току надолази и бива јака кад набујају и придођу њене притоке. Кад је, како се вели, Босна велика прекрили све Бутињско Поље, па се изљева и по пољима испод Доглода, Црнотине, Рељева и Забрђа. При надолажењу Босна поткопава обале и мијења ток, због чега су многе аде око њена корита од босанске ћуприје до под Рељево. Гдје се излије и лежи ту наноси наплавак и гноји земљу.
Миљацка и Добриња мало су бржег тока. Надолазе из брда за доба великих киша и у прољеће кад се сњегови топе. Миљацка такође носи обале и мијења корито, али гдје се излије ту натапа и гноји. Добриња, пак, слабо мијења корито, а гдје се излије сноси земљу.
Најваловитије су Жељезница и Зујевина које долазе из великих брда, примају у се валовите потоке док наступе у Сарајевско Поље и кад у јесен или прољеће надођу излију се и сносе околне њиве и ливаде. Стога им је корито врло широко и пјесковито са шљунком, а на многим су мјестима због тога њиве и ливаде пјесковите.
Поток Вечерица такође надолази кад се топе сњегови у Игман-планини, али не сноси њиве него се изљева по пољима око корита и гноји их.
Остали мањи потоци надолазе кад су велике кише, иначе нису јаки и многи од њих љети кад су суше сасвим пресуше и само се по кориту познају. Ковачићки Поток, Лепеница и Врела имају јаке изворе и никад не пресушују, јер им је и уток близу извора. Шћавац међутим надолази кад су највеће суше, а кад су свуда поводњи онда је најмањи. Чим Шћавац за вријеме суша почне опадати сељаци тврдо вјерују да ће наступити кише и велики поводњи.
Осим ових ријека и потока Сарајевско Поље, према другим крајевима сарајевске околине, има и доста изворске воде. Највише је извора по брежуљцима и странама око равнице Сарајевског Поља, затим по селима испод Игман-планине и у неким селима по равници. У селима гдје нема извора имају ископани бунари са изворском водом.
Сарајевско поље административно је подијељено између Републике Српске и Федерације БиХ, гдје југоисточни дио чини Град Источно Сарајево, РС а остатак општине града и кантона Сарајево, ФБиХ.
Села источно, југоисточно и сјеверно од Сарајева раштркана су по кршевитим брдима и шумама, а села западно, југозападно и сјеверозападно око Сарајева већином су у равници, а има их и по плећатим странама омањих брежуљака. Ова се разлика огледа у назвањима ових крајева. Тако се прва села зову Планина, а друга Сарајевско Поље. Сељаке из Планине зову Планинштацима, а оне из Поља Пољацима, а младе отуд доведене Пољнама, као што се младе доведене из Планине често док су живе зову Планинке.